# Дванаест колегијума
Дванест колегијума или Дванаест колеџа (рус. Двeнaдцaть Коллегий), јесте највећа грађевина из петровског периода у Санкт Петербургу. Дизајнирали су га Доменико Трезини и Теодор Швартфегер. Играђена је од 1722. до 1744.

## Опис
Троспратни комплекс од црвене цигле од 12 зграда дугачак је 400–440 метара  стварајући илузију једног огромног здања. Резултат је строго структуриран комплекс са рустичним стилом. Оригинални дизајн је предвиђао 12 одвојених појединачних зграда. У накнадном реструктурирању, зграде су повезане да формирају савремени комплекс.

## Историја
Дванаест колегијума је наручио Петар Велики, који је желео ново седиште за руску владу, у то време подељену на 12 огранака:
- Сенат (створен у фебруару 1711, на крају преименован у „Савет царства“)[3]
- Синод
- Девет колеџа,[3] који су заменили стари приказни систем (касније замењен министарствима 1802. под владавином Александра I): спољних послова, прикупљања прихода, правосуђа, расхода, финансијске контроле, рата, адмиралитета, трговине, рударства и производње
- Додатни, или десети колеџ/министарство за трговину[2]

## Савремена употреба
Дванаест колегијума тренутно служи као једна од три петровске барокне структуре Државног универзитета Санкт Петербурга. Дванаест колегијума је седиште универзитета, који је основан 1819. године (тврди да је наследник Санкт Петербургске академије чије оснивање датира у 1724.), налази се дуж Мендељејевске линије на Васиљевском острву.